# KGet
KGet — свободный менеджер загрузок, входящий в состав среды рабочего стола KDE. Распространяется согласно GNU General Public License. По умолчанию используется для Konqueror. KGet был рассмотрен и рекомендован Tux Magazine и Free Software Magazine.
KGet является частью пакета kdenetwork.

## История
В KDE 3, KGet 0.8.x поддерживал загрузку через HTTP/FTP. Вместе с KDE 4 вышел KGet 2, имевший поддержку сегментации полосы пропускания, многопоточность и загрузку через протокол BitTorrent.

## Возможности
- Загрузка файлов по протоколам FTP, HTTP (S), BitTorrent.
- Приостановка и восстановление процесса загрузки.
- Подробная информация о существующих и ожидающих загрузках.
- Встраивание в область уведомлений.
- Интеграция с веб-браузером Konqueror.
- Поддержка drag & drop.
- Скачивание со множества серверов для ускорения времени загрузки (передача сегментированных файлов[англ.])[7][8].

### Обзоры
- Обзор приложений для Linux. Часть I: программы для Интернета. Tom's Hardware Guide Russia (1 ноября 2009). Дата обращения: 23 августа 2010. Архивировано из оригинала 24 марта 2013 года.
- LXF108:Сравнение. Linux Format. Дата обращения: 23 августа 2010. Архивировано из оригинала 21 января 2012 года.